# Taguilalet
Taguilalet est une commune de Mauritanie située dans le département de Mederdra de la région de Trarza.

## Géographie
{{.la wilaya. Du Reste à est située  dans le sud ouest de la Mauritanie
La Moughataa de Mederdra se situe pratiquement dans le centre d edf cette wilaya
La commune de Taguilalett est à la limite nord est de cette Moughataa à 18km au nord est de Mederdra
Cette commune dispose de ressources humaines et physique appréciable 
Très vite avec les premices  de la naissance de l'état mauritanien une école à vu le jour en 1955-56 pour générer le cadre moderne et les jam po ne de la sédentarisation.
L'emplacement géographique dans un interdunaire.de l'est de l'Iguidi et au seuil de la chemama place le village sur une position privilégiée profitant de la dualité agropastorale des services  qui exprime un enjeu de développement  communautaire traditionnel .
Les ressources pedologiques sont importantes mais encore peu exploitées, l'élevage reste de loin prédominant.
La population vie essentiellement des produits de l'élevage, du commerce et des services de l'état. }}